# Giulio Griccioli
Giulio Griccioli (Firenze, 9 febbraio 1972) è un allenatore di pallacanestro italiano.

## Carriera
Dal 1998 al 2009 è stato uno degli allenatori del settore giovanile della Mens Sana Siena; sempre a Siena è stato assistente di Simone Pianigiani nella stagione 2009-2010.
Dal 2010 allena lo Scafati Basket. Nella stagione 2010-11 è stato eletto miglior allenatore del Campionato di Legadue. Nella stagione 2012-13 allena la Junior Libertas Pallacanestro.
Dal 2014 al 2015 è stato alla guida dell'Upea Capo d'Orlando.
Il 19 luglio 2016 viene ufficializzato il suo ritorno, questa volta come head coach, alla Mens Sana Siena in A2.
Il 30 ottobre 2017 viene sollevato dall’incarico dalla dirigenza biancoverde.
Il 22 giugno 2018 firma con la Virtus Pallacanestro Bologna come assistente allenatore di Stefano Sacripanti.
Il 18 giugno 2019 torna dopo sette anni ad allenare Scafati Basket, con cui firma un contratto biennale.
Nel settembre 2020 arriva in Cina come vice di Simone Pianigiani ai Beijing Ducks squadra della Chinese Basketball Association